# Костенко Анатолій Іванович
Анатолій Іванович Костенко (нар. 27 січня 1940 р. Матвєєв Красноармійського району Краснодарського краю) - військовий діяч СРСР, військовий та державний діяч Республіки Білорусь, генерал-полковник (1989), міністр оборони РБ (1994-1995).

## Біографія
Закінчив Київське Суворовське військове училище у 1959 році, Одеське вище загальновійськове командне училище у 1962 році, Військову академію імені М. В. Фрунзе у 1970 році та Військову академію Генерального штабу Збройних Сил імені К. Є. Ворошилова у 1981 році.
Службу проходив у Групі радянських військ у Німеччині (1962—1967), командиром 122-го окремого мотострілецького батальйону (1970—1971), начальником штабу 296-го гвардійського мотострілецького Мінсько-Гданського полку (1971—1973), командиром 30 мотострілкового полку, начальником штабу 45-ї гвардійської навчальної танкової Рівненської дивізії (1973—1979) Білоруського військового округу, командиром 18-ї кулеметно-артилерійської дивізії на острові Ітуруп, Сахалінська область (07.1981-04.1985) -10.1987) Далекосхідного військового округу, першим заступником командувача (10.1987-10.1989) та командувачем (10.1989-04.1992) військами Білоруського військового округу.
28 липня 1994 призначений Міністром оборони Республіки Білорусь. Перебував на посаді до 6 червня 1995 року. Після відставки працював військовим аташе при Посольстві РБ у Бенілюксі, військовим представником Білорусії в НАТО.
Нагороджений орденами Червоного Прапора, Червоної Зірки, «За службу Батьківщині у Збройних Силах СРСР» 2 та 3 ступеня, медалями.